# Isoetes butleri
Isoetes butleri là một loài dương xỉ trong họ Isoetaceae. Loài này được Engelm. mô tả khoa học đầu tiên năm 1878.